# Ewa Iżycka-Świeszewska
Ewa Czesława Iżycka-Świeszewska (ur. 20 lipca 1969 w Żyrardowie) – polska neuropatolog i patomorfolog, profesor dr hab. nauk medycznych, kierownik Zakładu Patologii i Neuropatologii Wydziału Nauk o Zdrowiu z Instytutem Medycyny Morskiej i Tropikalnej Gdańskiego Uniwersytetu Medycznego oraz kierownik Zakładu Patomorfologii Copernicus PL w Gdańsku.

## Życiorys
Urodziła się w rodzinie Andrzeja Iżyckiego, lekarza anestezjologa, i Marty z domu Żelaźnickiej, lekarki, ginekologa-położnika. W 1987 ukończyła II Liceum Ogólnokształcące w Toruniu, w 1993 studia medyczne w Akademii Medycznej w Gdańsku i została zatrudniona w Katedrze i Zakładzie Patomorfologii AMG. 25 czerwca 1998 obroniła pracę doktorską Immunohistochemiczna analiza zrębu naczyniowego w glejaku wielopostaciowym (promotor prof. Jolanta Borowska-Lehman), 31 maja 2012 habilitowała się na podstawie pracy zatytułowanej Rodzina receptorów HER1-4 oraz szlak PI3K/ AKT/ mTOR w guzach z grupy nerwiaka zarodkowego - charakterystyka immunohistochemiczna, analiza molekularna oraz korelacje pato-kliniczne. 
Od 2011 r. pracuje na Wydziale Nauk o Zdrowiu z Instytutem Medycyny Morskiej i Tropikalnej Gdańskiego Uniwersytetu Medycznego, 5 lutego 2019 nadano jej tytuł profesora w zakresie nauk medycznych. Jest kierownikiem Zakładu Patologii i Neuropatologii Wydziału Nauk o Zdrowiu Gdańskiego Uniwersytetu Medycznego. Członek Rady Uczelni GUMed. Przewodnicząca Zarządu Stowarzyszenia Neuropatologów Polskich. Członek rad redakcyjnych Folia Neuropathologica, Polish Journal of Pathology, Free Neuropathology. Autorka licznych publikacji z patomorfologii i neuropatologii.
W latach 1993–1999 była lekarzem w Hospicjum Pallottinum, w latach 2000–2003 koordynatorką wolontariuszy w Stowarzyszeniu Przyjaciół Chorych im. Matki Teresy z Kalkuty w Gdańsku.
Żona prof. Macieja Świeszewskiego, artysty malarza, matka Aleksandra (ur. 1996) i Daniela (ur. 2001).

## Odznaczenia
- Złoty Krzyż Zasługi (29 lipca 2022)[3]
- Medal Komisji Edukacji Narodowej (2017)[2]

## Nagrody
- nagroda zespołowa Okręgowej Izby Lekarskiej w Gdańsku im. dr Aleksandry Gabrysiak w uznaniu ofiarnej pracy na rzecz pacjentów Hospicjum (1997)
- Nagroda Fundacji Wiśniewskich (Nowy Jork–Warszawa, 2004)

Źródło:.